# اپرا و تماشاخانه باله اودسا

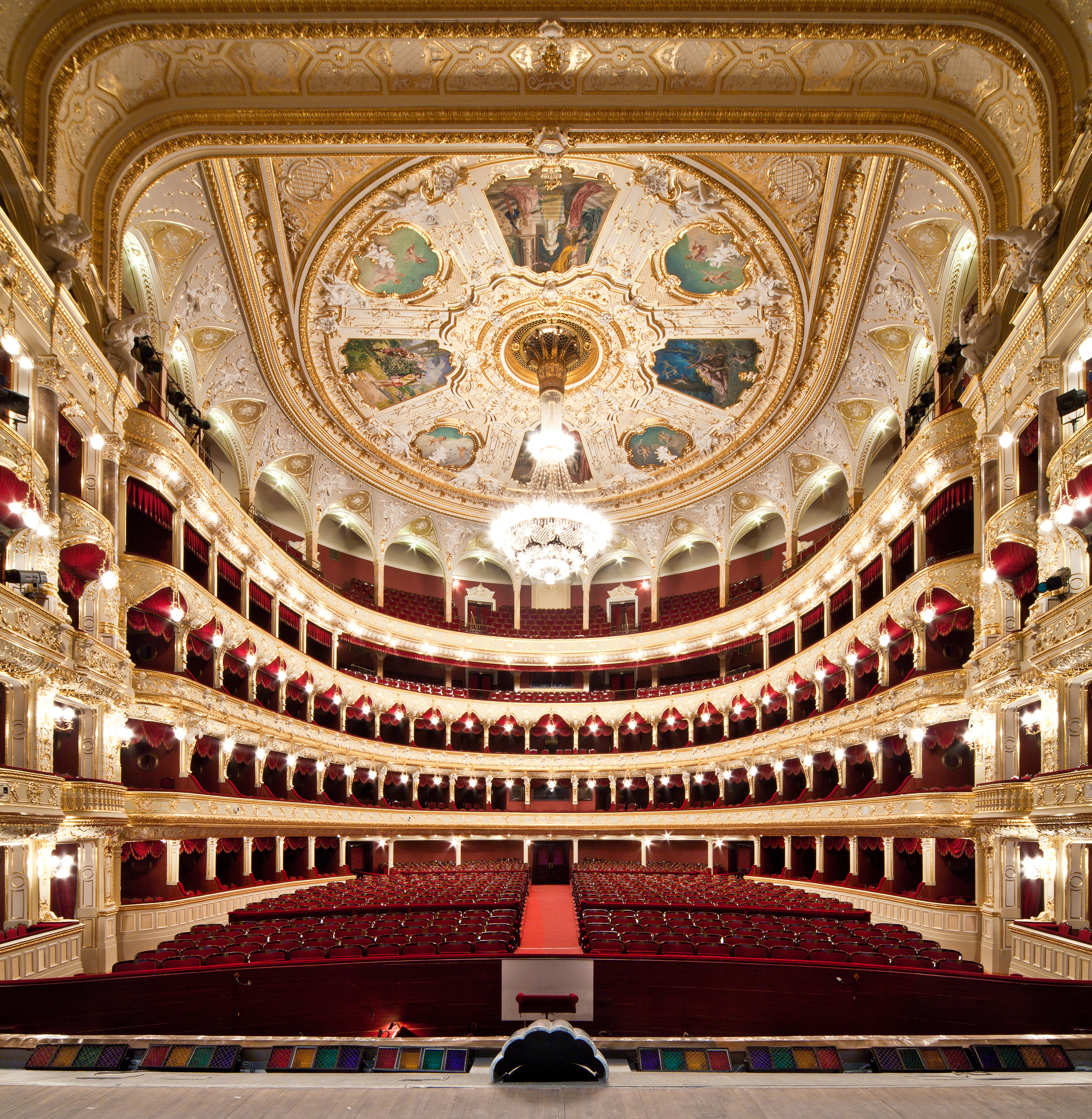
نگاره‌ای از سمت سن به سوی تالار اُپرا و تماشاخانهٔ بالهٔ اودسا.

اپرا و تماشاخانه باله اودسا (اوکراینی: Одеський національний академічний театр опери та балету) قدیمی‌ترین تماشاخانه اودسا در اوکراین است. این ساختمان و پلکان پوتمکین مشهورترین عمارت‌های اودسا هستند. اولین سالن اپرا در ۱۸۱۰ افتتاح شد و در ۱۸۳۷ بر اثر آتش‌سوزی از بین رفت. ساختمان جدید به دست فلنر و هلمر و به سبک معماری نئوباروک ساخته و در ۱۸۸۷ افتتاح شد. معماری سالن مجلل این تماشاخانه به سبک روکوکوی فرانسوی متأخر است. آکوستیک نعل‌اسبی منحصربه‌فرد این سالن به اجراکنندگان اجازه می‌دهد حتی یک زمزمه آهسته را به تمام نقاط سالن برسانند. آخرین بازسازی این تماشاخانه در سال ۲۰۰۷ به اتمام رسید.